# درس پیانو (فیلم)
درس پیانو (به انگلیسی: The Piano Lesson) یک فیلم درام و موزیکال آمریکایی محصول سال ۲۰۲۴ به کارگردانی مالکوم واشینگتن که فیلمنامه آن را با ویرجیل ویلیامز نوشته‌است. این اقتباس از نمایشنامه‌ای به همین نام در سال ۱۹۸۷ اثر آگوست ویلسون است. این فیلم اولین بار در پنجاه و یکمین جشنواره فیلم تلوراید در ۳۱ اوت ۲۰۲۴ به نمایش درآمد و در ۸ نوامبر ۲۰۲۴ در سینماهای منتخب ایالات متحده اکران شد و در ۲۲ نوامبر ۲۰۲۴ در نتفلیکس پخش شد.
داستان «درس پیانو» که در سال ۱۹۳۶ در پیتزبورگ و در خلال عواقب رکود بزرگ اتفاق می‌افتد، زندگی خانواده چارلز در خانواده دوکر چارلز و میراثی به نام پیانوی خانوادگی را دنبال می‌کند که با طرح‌هایی تزئین شده‌است که توسط یک اجداد برده‌شده حک شده‌است.

## خلاصه داستان
زندگی خانواده چارلز را دنبال می‌کند، زیرا آنها با موضوعات میراث خانوادگی و موارد دیگر سر و کار دارند، در تصمیم گیری برای اینکه با موروثی، پیانوی خانوادگی چه کار کنند.

## بازیگران
- جان دیوید واشینگتن در نقش پسر ویلی چارلز
- ساموئل ال. جکسون در نقش دوکر چارلز
- ری فیشر در نقش لیمون
- دنیل ددوایلر در نقش برنیس چارلز
- مایکل پاتس در نقش پسر وینگ
- کوری هاکینز در نقش آوری براون

## تولید
فیلمبرداری در آتلانتا در آوریل ۲۰۲۳ آغاز شد.

## بازخوردها
- در راتن تومیتوز بر اساس رای ۷۲ منتقد سینما دارای نمره ۷.۳ از ۱۰ می‌باشد.

- در متاکریتیک، که از میانگین وزنی استفاده می‌کند، بر اساس رای ۲۱ منتقد، امتیاز ۶۹ از ۱۰۰ را به فیلم اختصاص داد که نشان‌دهنده نقدهای «عموماً مطلوب» است.